# Борисова, Татьяна Викторовна
Татья́на Ви́кторовна Бори́сова (род. 3 июня 1976, Фрунзе) — киргизская легкоатлетка, специалистка по бегу на средние и длинные дистанции, кроссу и марафону. Выступала за сборную Киргизии по лёгкой атлетике в 2000-х годах, двукратная чемпионка Азии, обладательница серебряной медали Азиатских игр, победительница и призёрка ряда крупных международных стартов на шоссе, участница летних Олимпийских игр в Афинах. Тренер по лёгкой атлетике.

## Биография
Татьяна Борисова родилась 3 июня 1976 года в городе Фрунзе Киргизской ССР. Дочь заслуженного тренера Киргизии Виктора Фёдоровича Борисова.
Впервые заявила о себе в составе киргизской национальной сборной в сезоне 1994 года, когда выступила в гонке юниорок на чемпионате мира по кроссу в Будапеште и пробежала 800 метров на юниорском мировом первенстве в Лиссабоне.
Среди взрослых спортсменок выступала начиная с 2001 года, в частности в этом сезоне стартовала в беге на 800 метров на чемпионате мира в Эдмонтоне.
В 2002 году отметилась выступлением на кроссовом чемпионате мира в Дублине. Побывала на чемпионате Азии в Коломбо, откуда привезла награды серебряного и золотого достоинства, выигранные на дистанциях 800 и 1500 метров. Финишировала шестой в беге на 1500 метров на Кубке мира в Мадриде. На Азиатских играх в Пусане стала седьмой в дисциплине 800 метров и второй в дисциплине 1500 метров.
В 2003 году участвовала в чемпионате мира по кроссу в Лозанне и в чемпионате мира в Париже, в беге на 1500 метров одержала победу на чемпионате Азии в Маниле.
В 2004 году с результатом 2:30:40 выиграла Остинский марафон (этот результат поныне остаётся рекордом данных соревнований), финишировала третьей на полумарафоне в Пуне (1:12:30). Благодаря череде удачных выступлений удостоилась права защищать честь страны на летних Олимпийских играх в Афинах — в программе бега на 1500 метров не смогла преодолеть предварительный квалификационный этап.
После афинской Олимпиады Борисова осталась действующей спортсменкой и продолжила принимать участие в крупнейших легкоатлетических турнирах. Так, в 2005 году она второй раз подряд выиграла Остинский марафон (2:31:01), в 2006 году бежала 800 и 1500 метров на Азиатских играх в Дохе, заняла 32-е место на Нагойском марафоне (2:50:23).
В 2010 году на чемпионате Азии в помещении в Тегеране получила серебро и бронзу в беге на 800 и 1500 метров соответственно, позже финишировала девятой в дисциплине 1500 метров на Азиатских играх в Гуанчжоу.
В октябре 2011 года с результатом 2:49:39 заняла 32-е место на Франкфуртском марафоне.
Завершив спортивную карьеру в 2011 году, занялась тренерской деятельностью. Работает тренером-преподавателем по лёгкой атлетике СДЮШОР им. С. Джуманазарова Первомайского района города Бишкек.

## Награды
- За выдающиеся спортивные достижения удостоена почётного звания «Мастер спорта Кыргызской Республики международного класса», награждена медалью «Данк»[7].
- Нагрудный знак Правительственной комиссии по делам соотечественников за рубежом «Почётный знак соотечественника» в номинации «Спорт» (2008 год)[8].
- Почётная грамота Правительства Кыргызской Республики (2017 год)[9].